# Bosnien (region)
Bosnien (bosnisk: Bosna; kyrillisk: Босна) er den ene af de regioner der danner Bosnien-Hercegovina. Bosnien dækker omkring 80% af landet, mens den anden og sydlige region, Hercegovina, dækker omkring 20%. Bosnien er den uformelle betegnelse for hele landet.
De to regioner har dannet en geopolitisk enhed siden den tidlige middelalder, og navnet "Bosnien" forekommer i historiske og geopolitiske sammenhænge og refererer til begge regioner (Bosnien og Herzegovina). Den officielle brug af navnet med begge regioner startede i slutningen af det Osmanniske Rige.
Regionen Bosnien består af de fire underregioner Bosanska Krajina (vest), Birac (øst), Posavina (nordligste del) og Semberija (nordøstlig del). Det meste af Bosnien ligger i de Dinariske Alper og området dækker omtrent 41.000 km2. Den største by er Sarajevo, der også er hovedstad i Bosnien-Hercegovina.
44°10′N 17°47′Ø / 44.16°N 17.78°Ø